# لاسكاري
لاسكاري (بالإيطالية: Lascari)‏ هي بلدية في مقاطعة باليرمو في صقلية الإيطالية.

## السكان
في سنة 1861 بلغ عدد السكان 957 نسمة، وتطور العدد ليصل في سنة 2011 لـ 3٬500 نسمة.
يظهر هذا المخطط البياني تطور النمو السكاني لـ لاسكاري